# Grand Prix automobile de Grande-Bretagne 1951
GP précédent GP suivant
Le Grand Prix automobile de Grande-Bretagne 1951 (IVth British Grand Prix), disputé le 14 juillet 1951 sur le circuit de Silverstone (Northamptonshire), est la douzième épreuve du championnat du monde de Formule 1 courue depuis 1950 et la cinquième manche du championnat 1951.

## Contexte avant le Grand Prix

### Le championnat du monde
Auparavant disputé en mai, le Grand Prix de Grande-Bretagne a vu sa date repoussée de deux mois pour cette saison 1951, à la demande de ses organisateurs. Dans le petit monde de la F1, certains n'hésitent pas à dire que ce report a été très apprécié des dirigeants de la British Racing Motors, permettant aux BRM P15 (dont la mise au point s'avère laborieuse) de participer à leur Grand Prix national. L'épreuve de Silverstone se déroule désormais en milieu de saison, une saison pour l'instant dominée par les Alfa Romeo, qui ont remporté les trois premiers Grands Prix européens du championnat (l'épreuve américaine d'Indianapolis, également au calendrier, a quant à elle été disputée sous une autre formule, et n'a en pratique aucune incidence sur l'attribution du titre mondial).

Avant la manche britannique, l'Argentin Juan Manuel Fangio (Alfa Romeo) est en tête du championnat : il compte deux victoires (Suisse et France), et devance d'un point son coéquipier Giuseppe Farina, vainqueur en Belgique.

### Le circuit
Tracé sur une ancienne base de la Royal Air Force, dans le Northamptonshire, le circuit de Silverstone développe 4,649 km. Inchangé par rapport à l'année précédente, il se caractérise par une piste très large et l'absence de longues lignes droites, favorisant davantage la souplesse que la puissance des moteurs. Le record du tour de la piste est détenu par Giuseppe Farina, avec une moyenne de 151,3 km/h, lors de l'édition précédente; si l'augmentation des puissances devrait permettre désormais d'approcher les 160 km/h au tour, Silverstone est toutefois l'un des circuits les plus lents du championnat du monde 1951.

## Monoplaces en lice
- Alfa Romeo 159 "Usine"

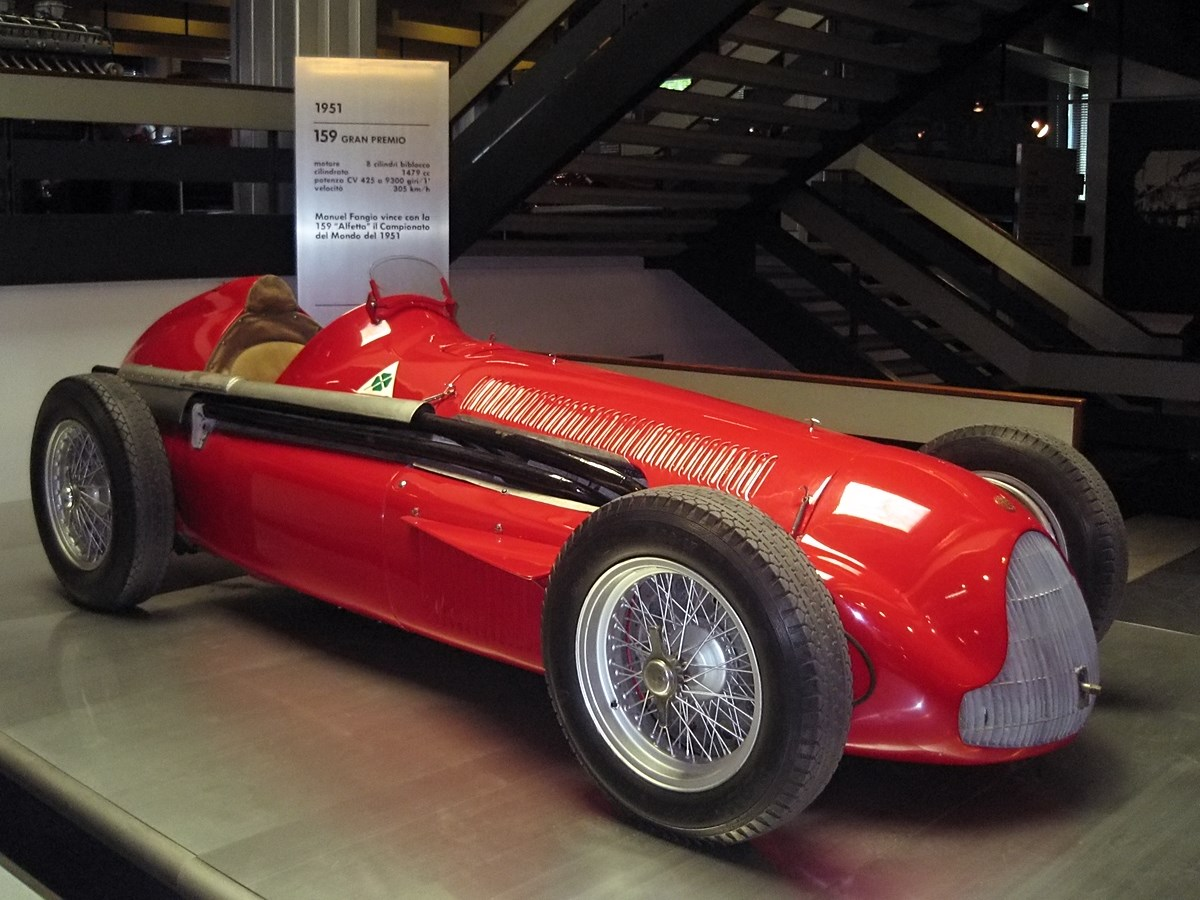
Dominatrice depuis 1946, l'Alfetta, ici dans sa dernière évolution (159), pourrait voir sa suprématie contestée par les Ferrari V12.

Tout comme au Grand Prix de France disputé deux semaines plus tôt, l'usine a amené quatre Alfetta : trois 159B (avec réservoirs additionnels latéraux) pour ses pilotes habituels Giuseppe Farina, Juan Manuel Fangio et Consalvo Sanesi, ainsi qu'une 159A (qui ne dispose que d'un petit réservoir auxiliaire) pour Felice Bonetto. Ce dernier remplace Luigi Fagioli, qui a quitté l'équipe après l'épreuve de Reims, mécontent d'avoir dû céder son volant à Fangio pendant la course. Bonetto devra effectuer deux ravitaillements en carburant (à base de méthanol) durant la course, contre un seul pour ses coéquipiers. Les Alfetta, mues par un huit cylindres suralimenté de 1500 cm3, disposent d'une puissance de l'ordre de 425 chevaux.
- Ferrari 375 F1 "Usine"

La Scuderia Ferrari a amené trois monoplaces : deux 375 F1 à double allumage (environ 380 chevaux) pour ses pilotes habituels Alberto Ascari et Luigi Villoresi, et une à simple allumage (environ 350 chevaux) pour José Froilán González, titularisé dans l'équipe à la suite de son beau début de course lors du Grand Prix de France. Les trois Ferrari officielles sont épaulées par la 375 F1 Thinwall engagée par Tony Vandervell pour Peter Whitehead (qui remplace Reg Parnell, parti chez BRM).
- BRM P15 "Usine"

C'est le premier engagement en championnat du monde pour la BRM P15, présentée ici même l'année précédente. Cette monoplace est équipée d'un moteur V16 à 135° suralimenté par un compresseur Rolls-Royce à deux étages. D'une puissance d'environ 450 chevaux à 10500 tr/min, c'est la F1 la plus puissante du plateau, mais sa mise au point s'avère très délicate et la P15 n'a participé qu'à quelques épreuves en 1950, la plus importante étant le Grand Prix de Penya-Rhin à Barcelone. Pour cette course de cinq cents kilomètres prévue avec un ravitaillement, la consommation de carburant, estimée à plus d'un litre au kilomètre, a entraîné l'augmentation de la taille des réservoirs : l'arrière contient cent-dix litres, les latéraux deux cents ! Hormis la double victoire de Reg Parnell lors d'un meeting disputé sur quelques tours à Goodwood, la fiabilité de la P15 en Grand Prix s'est jusqu'ici révélée problématique. Deux voitures ont été engagées pour Reg Parnell et Peter Walker, mais leur venue est encore incertaine.
- Talbot-Lago T26C

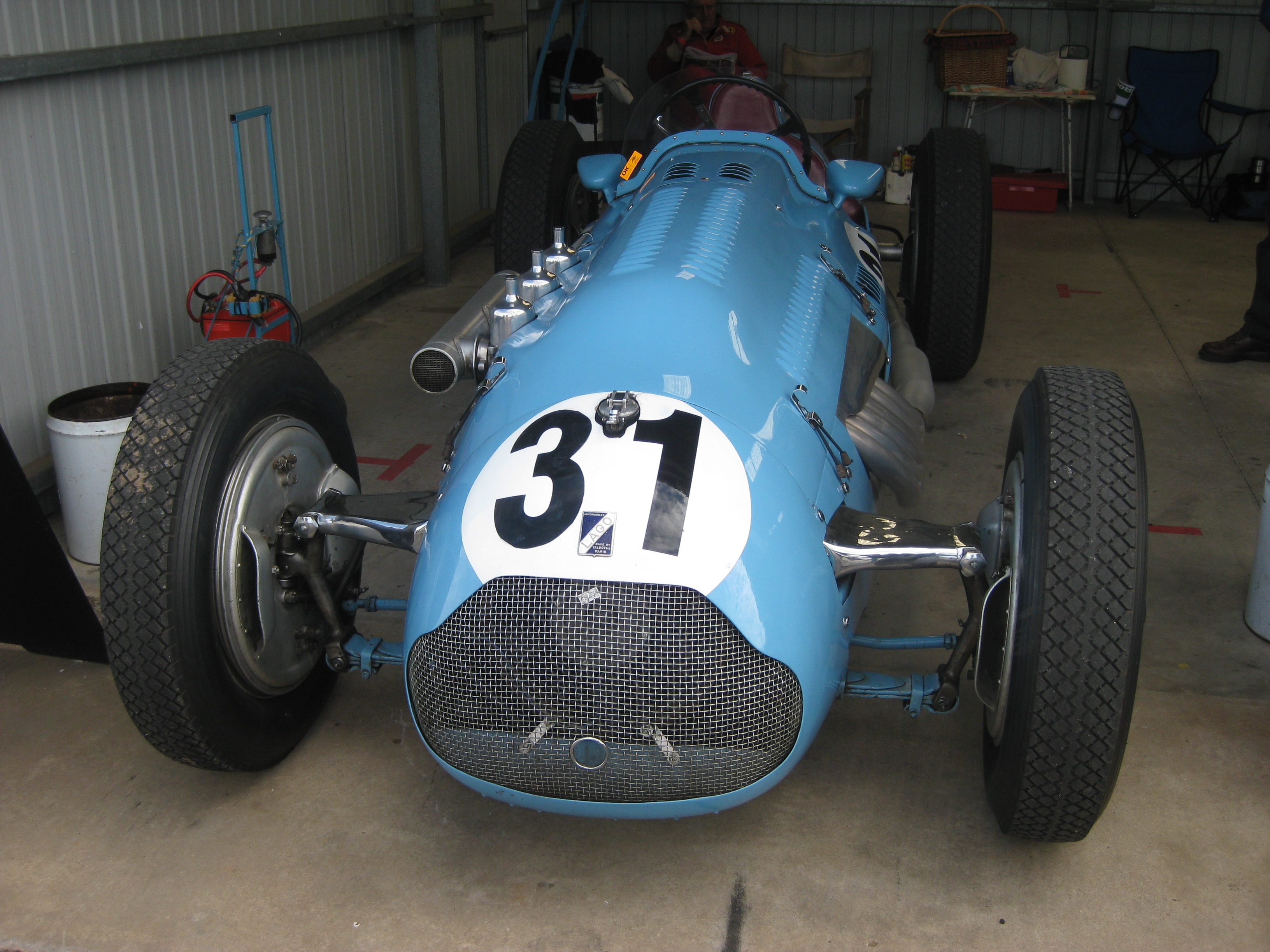
Quatre Talbot-Lago T26C sont présentes, aux mains de pilotes privés.

La firme de Suresnes n'a plus d'écurie officielle en 1951, mais les sobres et fiables T26C sont toujours présentes grâce aux écuries et pilotes privés. On retrouve ici les deux monoplaces de l'écurie Rosier, Louis Rosier étant épaulé par le pilote monégasque Louis Chiron, ainsi que celle de l'Écurie Belge pilotée par Johnny Claes, dans la même configuration qu'au Grand Prix de France disputé deux semaines plus tôt. Le pilote britannique Duncan Hamilton a engagé ici sa T26C personnelle, alors que Philippe Étancelin, également inscrit, a finalement déclaré forfait. Dans leur version la plus aboutie (à double allumage), ces monoplaces à moteur atmosphérique disposent d'environ 280 chevaux et peuvent effectuer la totalité de la course sans devoir ravitailler en carburant.
- Maserati 4CLT

Tout comme Talbot, l'usine Maserati s'est retirée officiellement de la compétition depuis la fin de la saison précédente. Grande animatrice des Grands Prix en 1948 et 1949, la Maserati 4CLT-48, quoique techniquement dépassée au niveau du châssis et du moteur, est toutefois toujours présente sur les grilles de départ, notamment dans les courses britanniques hors-championnat. Pour la course de Silverstone, deux 4CLT-48 seront pilotées par les Britanniques David Murray et John James. On trouve également une antique 4CLT pour Philip Fotheringham-Parker.
- Alta GP

Comme l'année précédente, le pilote irlandais Joe Kelly engage son Alta GP3 à double compresseur, d'une puissance de l'ordre de 250 chevaux.
- ERA (Type B/C)

Deux ERA, engagées à titre privé par Bob Gerard et Brian Shawe-Taylor, complètent le plateau. Ces monoplaces d'avant guerre, d'une puissance d'environ 270 chevaux, avaient fourni une prestation honorable l'année précédente, et sont encore capables de tenir leur rôle en milieu de peloton.
- Les absentes

En difficultés financières et incertain quant à la reconduction du soutien de Simca, Amédée Gordini a finalement déclaré forfait (trois Simca-Gordini T15 étaient préalablement engagées), privilégiant une participation de son équipe à une course de formule 2 à Mettet, afin de bénéficier de primes de départ plus élevées.

## Coureurs inscrits
| no | Pilote                     | Écurie                | Constructeur  | Modèle                  | N° châssis | Moteur         | Pneumatiques |
| -- | -------------------------- | --------------------- | ------------- | ----------------------- | ---------- | -------------- | ------------ |
| 1  | Nino Farina                | Alfa Romeo SpA        | Alfa Romeo    | Alfa Romeo 159          | 117        | Alfa Romeo L8s | P            |
| 2  | Juan Manuel Fangio         | Alfa Romeo SpA        | Alfa Romeo    | Alfa Romeo 159          | 115        | Alfa Romeo L8s | P            |
| 3  | Consalvo Sanesi            | Alfa Romeo SpA        | Alfa Romeo    | Alfa Romeo 159          | 116        | Alfa Romeo L8s | P            |
| 4  | Felice Bonetto             | Alfa Romeo SpA        | Alfa Romeo    | Alfa Romeo 159          | 109        | Alfa Romeo L8s | P            |
| 5  | Joe Kelly                  | Privé                 | Alta          | Alta GP                 | 1003       | Alta L4s       | D            |
| 6  | Reg Parnell                | British Racing Motors | BRM           | BRM P15                 | 01         | BRM V16s       | D            |
| 7  | Peter Walker               | British Racing Motors | BRM           | BRM P15                 | 02         | BRM V16s       | D            |
| 8  | Bob Gerard                 | Privé                 | ERA           | ERA Type B/C            | R14B       | ERA L6s        | D            |
| 9  | Brian Shawe-Taylor         | Privé                 | ERA           | ERA Type C              | R8C        | ERA L6s        | D            |
| 10 | Luigi Villoresi            | Scuderia Ferrari      | Ferrari       | Ferrari 375 F1          | 375/3      | Ferrari V12    | E            |
| 11 | Alberto Ascari             | Scuderia Ferrari      | Ferrari       | Ferrari 375 F1          | 375/4      | Ferrari V12    | P            |
| 12 | José Froilán González      | Scuderia Ferrari      | Ferrari       | Ferrari 375 F1          | 375/2      | Ferrari V12    | E            |
| 14 | Peter Whitehead            | GA Vandervell         | Ferrari       | Ferrari 375 F1 Thinwall | 125-C-02   | Ferrari V12    | P            |
| 15 | David Murray               | Scuderia Ambrosiana   | Maserati      | Maserati 4CLT/48        | 1593       | Maserati L4s   | D            |
| 16 | John James                 | Privé                 | Maserati      | Maserati 4CLT/48        | P1         | Maserati L4s   | D            |
| 17 | Philip Fotheringham-Parker | Privé                 | Maserati      | Maserati 4CL            | 1585       | Maserati L4s   | D            |
| 18 | Duncan Hamilton            | Privé                 | Talbot-Lago   | Talbot-Lago T26C        | 110 011    | Talbot L6      | D            |
| 19 | Maurice Trintignant        | Equipe Gordini        | Simca-Gordini | Simca-Gordini T15       | 12-GC      | Gordini L4s    | E            |
| 20 | Robert Manzon              | Equipe Gordini        | Simca-Gordini | Simca-Gordini T15       | 14-GC      | Gordini L4s    | E            |
| 21 | André Simon                | Equipe Gordini        | Simca-Gordini | Simca-Gordini T15       | 11-GC      | Gordini L4s    | E            |
| 22 | Louis Rosier               | Écurie Rosier         | Talbot-Lago   | Talbot-Lago T26C-DA     | 110 053    | Talbot L6      | D            |
| 23 | Louis Chiron               | Écurie Rosier         | Talbot-Lago   | Talbot-Lago T26C        | 110 001    | Talbot L6      | D            |
| 24 | Philippe Étancelin         | Privé                 | Talbot-Lago   | Talbot-Lago T26C-DA     | 110 054    | Talbot L6      | D            |
| 25 | Johnny Claes               | Écurie Belge          | Talbot-Lago   | Talbot-Lago T26C-DA     | 110 052    | Talbot L6      | D            |

## Qualifications
Les séances de qualification se déroulent par temps sec le jeudi et le vendredi précédant la course. En l'absence des BRM, pourtant très attendues par le public anglais, et des Simca-Gordini, seulement dix-huit voitures disputent ces essais. Dès la première journée, les pilotes Ferrari se montrent très à l'aise sur ce circuit, grâce à la souplesse de leur moteur. Malgré une moindre puissance (il dispose de la première version à simple allumage), José Froilán González est le plus rapide de l'équipe et domine les deux journées d'essais. L'absence de longues lignes droites ne permet pas aux pilotes Alfa Romeo de tirer avantage de leur pointe de vitesse, et pour la première fois depuis la création du championnat l'Alfetta est battue en qualification. Juan Manuel Fangio et Giuseppe Farina réalisent néanmoins les deuxième et troisième temps, devançant le leader de l'équipe Ferrari Alberto Ascari, handicapé par des soucis de freins, seulement quatrième à deux secondes de González. Si Luigi Villoresi, qui qualifie sa Ferrari à la corde de la seconde ligne, n'est qu'à quelques dixièmes, le reste du plateau concède des écarts importants : sixième, Consalvo Sanesi (Alfa Romeo) est à près de sept secondes de la pole position, son coéquipier Felice Bonetto à plus de huit secondes et demie !

La Ferrari Thin Wall pilotée par le Britannique Peter Whitehead s'est montrée la plus rapide des voitures privées, à onze secondes toutefois du temps de González, devant la Talbot personnelle de Louis Rosier. Quant aux autres pilotes inscrits, ils concèdent des écarts allant de trois à huit (!) secondes au kilomètre par rapport au temps de référence.
| Pos. | no | Pilote                     | Écurie      | Temps        | Écart    |
| ---- | -- | -------------------------- | ----------- | ------------ | -------- |
| 1    | 12 | José Froilán González      | Ferrari     | 1 min 43 s 4 |          |
| 2    | 2  | Juan Manuel Fangio         | Alfa Romeo  | 1 min 44 s 4 | + 1 s 0  |
| 3    | 1  | Nino Farina                | Alfa Romeo  | 1 min 45 s 0 | + 1 s 6  |
| 4    | 11 | Alberto Ascari             | Ferrari     | 1 min 45 s 4 | + 2 s 0  |
| 5    | 10 | Luigi Villoresi            | Ferrari     | 1 min 45 s 8 | + 2 s 4  |
| 6    | 3  | Consalvo Sanesi            | Alfa Romeo  | 1 min 50 s 2 | + 6 s 8  |
| 7    | 4  | Felice Bonetto             | Alfa Romeo  | 1 min 52 s 0 | + 8 s 6  |
| 8    | 14 | Peter Whitehead            | Ferrari     | 1 min 54 s 6 | + 11 s 2 |
| 9    | 22 | Louis Rosier               | Talbot-Lago | 1 min 56 s 0 | + 12 s 6 |
| 10   | 8  | Bob Gerard                 | ERA         | 1 min 57 s 0 | + 13 s 6 |
| 11   | 18 | Duncan Hamilton            | Talbot-Lago | 1 min 57 s 2 | + 13 s 8 |
| 12   | 9  | Brian Shawe-Taylor         | ERA         | 1 min 58 s 2 | + 14 s 8 |
| 13   | 23 | Louis Chiron               | Talbot-Lago | 2 min 00 s 2 | + 16 s 8 |
| 14   | 25 | Johnny Claes               | Talbot-Lago | 2 min 05 s 8 | + 22 s 4 |
| 15   | 15 | David Murray               | Maserati    | 2 min 06 s 0 | + 22 s 6 |
| 16   | 17 | Philip Fotheringham-Parker | Maserati    | 2 min 13 s 2 | + 29 s 8 |
| 17   | 16 | John James                 | Maserati    | 2 min 17 s 0 | + 33 s 6 |
| 18   | 23 | Joe Kelly                  | Alta        | 2 min 18 s 4 | + 35 s 0 |
| 19   | 7  | Peter Walker               | BRM         | Pas de temps | -        |
| 20   | 6  | Reg Parnell                | BRM         | Pas de temps | -        |

## Grille de départ du Grand Prix

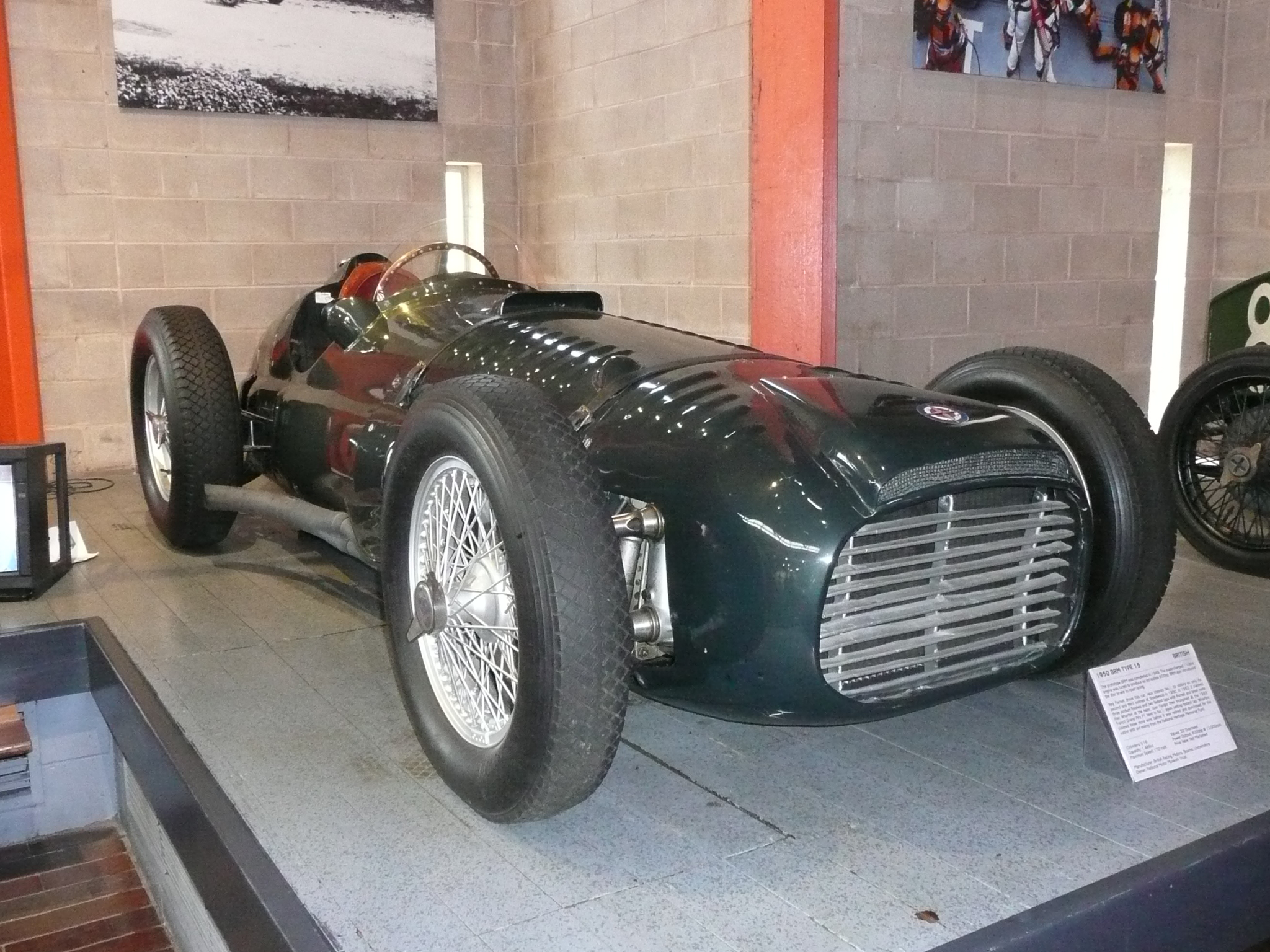
Absentes des essais, les deux BRM P15 sont néanmoins admises au départ. Elles s'élanceront de la dernière ligne.

| 1re ligne | Pos. 4                            |                                 | Pos. 3                         |                                | Pos. 2                          |                                | Pos. 1                         |
|           | Ascari Ferrari 1 min 45 s 4       |                                 | Farina Alfa Romeo 1 min 45 s 0 |                                | Fangio Alfa Romeo 1 min 44 s 4  |                                | González Ferrari 1 min 43 s 4  |
| 2e ligne  |                                   | Pos. 7                          |                                | Pos. 6                         |                                 | Pos. 5                         |                                |
|           |                                   | Bonetto Alfa Romeo 1 min 52 s 0 |                                | Sanesi Alfa Romeo 1 min 50 s 2 |                                 | Villoresi Ferrari 1 min 45 s 8 |                                |
| 3e ligne  | Pos. 11                           |                                 | Pos. 10                        |                                | Pos. 9                          |                                | Pos. 8                         |
|           | Hamilton Talbot-Lago 1 min 57 s 2 |                                 | Gerard ERA 1 min 57 s 0        |                                | Rosier Talbot-Lago 1 min 56 s 0 |                                | Whitehead Ferrari 1 min 54 s 6 |
| 4e ligne  |                                   | Pos. 14                         |                                | Pos. 13                        |                                 | Pos. 12                        |                                |
|           |                                   | Claes Talbot-Lago 2 min 05 s 8  |                                | Chiron Talbot-Lago 2 :00.2     |                                 | Shawe-Taylor ERA 1 min 58 s 2  |                                |
| 5e ligne  | Pos. 18                           |                                 | Pos. 17                        |                                | Pos. 16                         |                                | Pos. 15                        |
|           | Kelly Alta 2 min 18 s 4           |                                 | James Maserati 2 min 17 s 0    |                                | F-Parker Maserati 2 min 13 s 2  |                                | Murray Maserati 2 min 06 s 0   |
| 6e ligne  |                                   |                                 |                                | Pos. 20                        |                                 | Pos. 19                        |                                |
|           |                                   |                                 |                                | Parnell BRM Pas de temps       |                                 | Walker BRM Pas de temps        |                                |

## Déroulement de la course
La distance de quatre cent vingt kilomètres impose un arrêt ravitaillement aux équipes, sauf pour les pilotes Talbot qui disposent d'une autonomie suffisante, et pour Felice Bonetto qui devra effectuer deux arrêts (son Alfetta n'étant pas équipée des réservoirs auxiliaires latéraux). Absentes des essais, les deux BRM de Peter Walker et Reg Parnell se présentent juste avant la course et sont autorisées à s'élancer de la dernière ligne. Cent vingt mille spectateurs assistent à la course, par un temps chaud et sec malgré un ciel couvert.
Au départ, les pilotes de la première migne s'élancent dans un bel ensemble; José Froilán González (Ferrari), Juan Manuel Fangio et Giuseppe Farina (Alfa Romeo) sont côte à côte à l'abord du virage de Woodcote, mais Bonetto (parti en seconde ligne) profite de sa monture plus légère et les déborde rapidement, terminant le premier tour en tête devant González et Farina. Suivent Alberto Ascari (Ferrari), qui a pris le meilleur sur Fangio, puis Luigi Villoresi et Consalvo Sanesi, soit une alternance parfaite entre les quatre Alfa Romeo et les trois Ferrari officielles à l'issue de cette première boucle. Parties en fond de grille, les deux BRM de Parnell et Walker ont déjà dépassé la moitié du peloton. Les Ferrari semblent très à l'aise en ce début de course, et lors du second tour González prend la tête devant Bonetto, tandis qu'Ascari prend le meilleur sur Farina pour le gain de la troisième place. González, à l'attaque, balançant littéralement sa monoplace d'un virage à l'autre, parvient à creuser un écart de quelques secondes, alors que Fangio perd un peu de terrain, se laissant déborder par Villoresi lors du troisième tour. Mais dès le suivant, la course prend une autre tournure : Fangio augmente le rythme, et dépasse coup sur coup Villoresi, Farina, Ascari et Bonetto, s'emparant de la seconde place; il compte alors un retard d'environ six secondes. Dans un style très coulé contrastant avec celui de son compatriote argentin, il s'en rapproche rapidement, et le déborde au cours du dixième tour. Ascari et Farina, qui ont tous deux dépassé Bonetto, accusent déjà un retard de vingt-cinq secondes sur les deux leaders de la course.
Fangio semble se détacher, améliore par deux fois le record du tour, et quelques boucles plus tard il s'est construit une avance d'environ cinq secondes. González semble d'abord décroché, mais parvient à réagir et réussit à stabiliser cet écart. Le rythme est toujours très rapide, derrière les deux hommes de tête Farina et Ascari, roues dans roues, perdent jusqu'à deux secondes à chaque passage ! Jusqu'au vingt-cinquième tour, Fangio semble contrôler la course, mais le nouveau titulaire de la Scuderia Ferrari, après avoir manqué de sortir au virage de Beckett, trouve néanmoins les ressources nécessaires pour accélérer davantage. Battant le record du tour, il grignote dixième après dixième. Au trente-huitième tour, il est revenu dans les roues du leader, au passage suivant il est en tête. Farina, avec une voiture allégée en carburant (il va bientôt devoir ravitailler), vient alors d'établir le record du tour : à plus de 160 km/h de moyenne, il a amélioré d'une seconde pleine son meilleur temps des essais. Il est toujours troisième à une cinquantaine de secondes des hommes de tête, mais a maintenant nettement décroché Ascari.

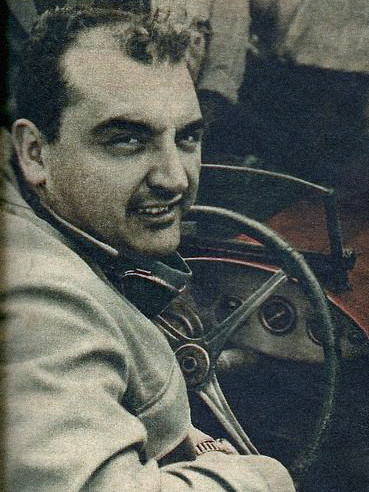
Premier succès en championnat pour José Froilán González.

À la mi-course, González compte quelques longueurs d'avance sur Fangio. Farina compte toujours environ cinquante secondes de retard, alors qu'Ascari, en difficulté avec ses freins, est maintenant à plus d'une minute et demie. Cinquième, Villoresi accuse plus d'un tour de retard, il a été victime d'une sortie de route à Copse. Hormis Bonetto qui a effectué son premier arrêt au tiers de la course, les pilotes Alfa Romeo vont devoir ravitailler en carburant : Farina s'arrête au début du quarante-sixième tour, plein et changement d'une roue arrière lui prennent près d'une minute; il repart quatrième derrière Ascari. Au quarante-huitième passage, Fangio a repris la tête, mais s'arrête aussitôt à son stand, dont il repart deuxième avec plus d'une minute de retard sur González. Dans le camp Ferrari, Villoresi est le premier à s'arrêter : avec moins de deux cents litres nécessaires, le plein dure à peine plus de trente secondes, et le pilote conserve sa cinquième place. Ascari, troisième, commence à connaître des problèmes de boîte de vitesses : il se fait bientôt repasser par Farina, avant de devoir renoncer à la fin du cinquante-sixième tour. Avec une voiture allégée en carburant, González a encore creusé l'écart sur Fangio : au soixantième tour, il compte près d'une minute et demie d'avance, alors que son stand lui indique qu'il doit ravitailler. Tout à sa course en tête, l'Argentin semble ignorer le signal, et ce n'est que deux tours plus tard qu'il s'arrête enfin. Il s'apprête alors à céder le volant à Ascari, leader de l'équipe, mais Ugolini, le directeur sportif de Ferrari, lui demande de repartir, après un arrêt de seulement vingt-trois secondes.
Avec plus d'une minute d'avance, « El Cabezon » semble désormais avoir la situation en mains. Au soixante-dixième passage, alors qu'il dispose d'un capital de près d'une minute vingt sur Fangio, on demande à ce dernier d'accélérer la cadence : attaquant comme un beau diable, Fangio reprend une seconde au tour, mais González ne faiblit pas et c'est avec cinquante et une secondes d'avance qu'il remporte sa première victoire en championnat. Invaincue depuis 1946, l'Alfetta a été battue à la régulière par la Ferrari. Beau joueur, Fangio sera l'un des premiers à féliciter son compatriote. Farina ayant dû renoncer à la suite d'un début d'incendie, la troisième place revient à Villoresi, qui termine à deux tours.

### Classements intermédiaires
Classements intermédiaires des monoplaces aux premier, troisième, cinquième, dixième, vingt-cinquième, quarante-cinquième, soixantième, soixante-dixième et quatre-vingtième tours.

### Classement de la course

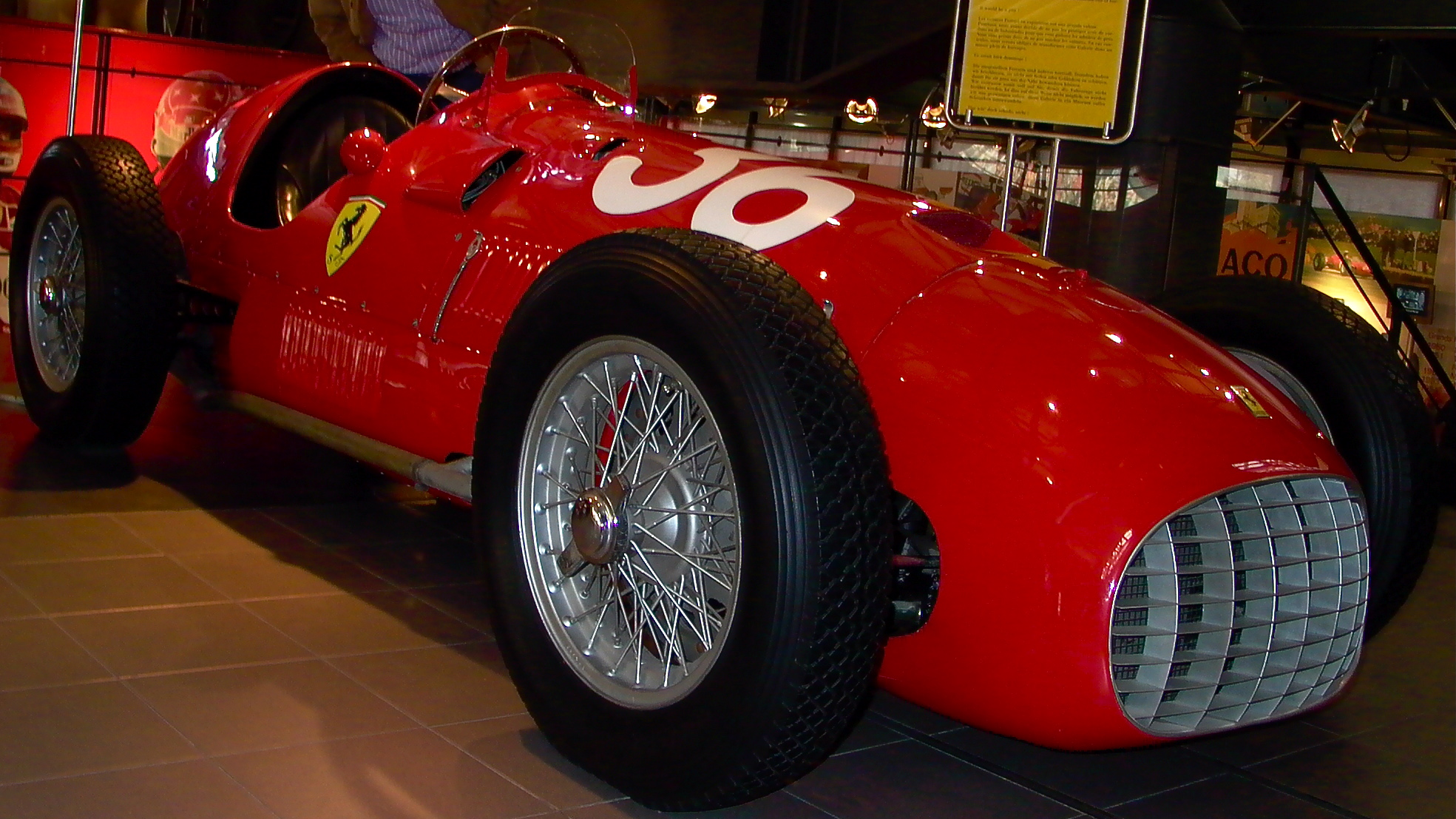
Victoire historique pour la Ferrari 375 F1, la première de Ferrari en championnat du monde.

| Pos  | No | Pilote                     | Écurie      | Tours | Temps/Abandon                  | Grille | Points |
| ---- | -- | -------------------------- | ----------- | ----- | ------------------------------ | ------ | ------ |
| 1    | 12 | José Froilán González      | Ferrari     | 90    | 2 h 42 min 18 s 2              | 1      | 8      |
| 2    | 2  | Juan Manuel Fangio         | Alfa Romeo  | 90    | 2 h 43 min 09 s 2 (+ 51 s 0)   | 2      | 6      |
| 3    | 10 | Luigi Villoresi            | Ferrari     | 88    | 2 h 43 min 18 s 6 (+ 2 tours)  | 5      | 4      |
| 4    | 4  | Felice Bonetto             | Alfa Romeo  | 87    | 2 h 43 min 07 s 4 (+ 3 tours)  | 7      | 3      |
| 5    | 6  | Reg Parnell                | BRM         | 85    | 2 h 42 min 46 s 6 (+ 5 tours)  | 20     | 2      |
| 6    | 3  | Consalvo Sanesi            | Alfa Romeo  | 84    | 2 h 42 min 39 s 8 (+ 6 tours)  | 6      |        |
| 7    | 7  | Peter Walker               | BRM         | 84    | 2 h 43 min 23 s 0 (+ 6 tours)  | 19     |        |
| 8    | 9  | Brian Shawe-Taylor         | ERA         | 84    | 2 h 43 min 55 s 8 (+ 6 tours)  | 12     |        |
| 9    | 14 | Peter Whitehead            | Ferrari     | 83    | 2 h 43 min 02 s 0 (+ 7 tours)  | 8      |        |
| 10   | 22 | Louis Rosier               | Talbot-Lago | 83    | 2 h 43 min 08 s 6 (+ 7 tours)  | 9      |        |
| 11   | 8  | Bob Gerard                 | ERA         | 82    | 2 h 43 min 30 s 4 (+ 8 tours)  | 10     |        |
| 12   | 18 | Duncan Hamilton            | Talbot-Lago | 81    | 2 h 42 min 32 s 2 (+ 9 tours)  | 11     |        |
| 13   | 25 | Johnny Claes               | Talbot-Lago | 80    | 2 h 44 min 05 s 0 (+ 10 tours) | 14     |        |
| 14   | 23 | Joe Kelly                  | Alta        | 75    | 2 h 44 min 19 s 2 (+ 15 tours) | 18     |        |
| Abd. | 1  | Giuseppe Farina            | Alfa Romeo  | 75    | Embrayage                      | 3      | 1      |
| Abd. | 11 | Alberto Ascari             | Ferrari     | 56    | Boîte de vitesses              | 4      |        |
| Abd. | 17 | Philip Fotheringham-Parker | Maserati    | 46    | Fuite d'huile                  | 16     |        |
| Abd. | 15 | David Murray               | Maserati    | 45    | Moteur                         | 15     |        |
| Abd. | 23 | Louis Chiron               | Talbot-Lago | 41    | Freins                         | 13     |        |
| Abd. | 16 | John James                 | Maserati    | 23    | Radiateur                      | 17     |        |

Légende :
- Abd.= Abandon

### Pole position et record du tour
- Pole position :  José Froilán González en 1 min 43 s 4 (vitesse moyenne : 161,861 km/h).
- Meilleur tour en course :  Giuseppe Farina en 1 min 44 s 0 (vitesse moyenne : 160,927 km/h) au trente-huitième tour.

### Tours en tête
- Felice Bonetto : 1 tour (1)
- José Froilán González : 59 tours (2-9 / 39-47 / 49-90)
- Juan Manuel Fangio : 30 tours (10-38 / 48)

## Classement général à l'issue de la course
| Pos. | Pilote                  | Écurie         | Points | SUI | 500 | BEL | FRA | GBR | ALL | ITA | ESP |
| ---- | ----------------------- | -------------- | ------ | --- | --- | --- | --- | --- | --- | --- | --- |
| 1    | Juan Manuel Fangio      | Alfa Romeo     | 21     | 9*  | -   | 1*  | 5*  | 6   |     |     |     |
| 2    | Giuseppe Farina         | Alfa Romeo     | 15     | 4   | -   | 8   | 2   | 1*  |     |     |     |
| 3    | Luigi Villoresi         | Ferrari        | 12     | -   | -   | 4   | 4   | 4   |     |     |     |
| 4    | José Froilán González   | Ferrari        | 11     | -   | -   | -   | 3   | 8   |     |     |     |
| 5    | Lee Wallard             | Kurtis Kraft   | 9      | -   | 9*  | -   | -   | -   |     |     |     |
|      | Alberto Ascari          | Ferrari        | 9      | -   | -   | 6   | 3   | -   |     |     |     |
| 7    | Piero Taruffi           | Ferrari        | 6      | 6   | -   | -   | -   | -   |     |     |     |
|      | Mike Nazaruk            | Kurtis Kraft   | 6      | -   | 6   | -   | -   | -   |     |     |     |
| 9    | Reg Parnell             | Ferrari & BRM¹ | 5      | -   | -   | -   | 3   | 2¹  |     |     |     |
| 10   | Luigi Fagioli           | Alfa Romeo     | 4      | -   | -   | -   | 4   | -   |     |     |     |
| 11   | Consalvo Sanesi         | Alfa Romeo     | 3      | 3   | -   | -   | -   | -   |     |     |     |
|      | Andy Linden             | Sherman        | 3      | -   | 3   | -   | -   | -   |     |     |     |
|      | Louis Rosier            | Talbot-Lago    | 3      | -   | -   | 3   | -   | -   |     |     |     |
|      | Felice Bonetto          | Alfa Romeo     | 3      | -   | -   | -   | -   | 3   |     |     |     |
| 15   | Jack McGrath            | Kurtis Kraft   | 2      | -   | 2   | -   | -   | -   |     |     |     |
|      | Manny Ayulo             | Kurtis Kraft   | 2      | -   | 2   | -   | -   | -   |     |     |     |
|      | Emmanuel de Graffenried | Alfa Romeo     | 2      | 2   | -   | -   | -   | -   |     |     |     |
|      | Bobby Ball              | Schroeder      | 2      | -   | 2   | -   | -   | -   |     |     |     |
|      | Yves Giraud-Cabantous   | Talbot-Lago    | 2      | -   | -   | 2   | -   | -   |     |     |     |

- attribution des points : 8, 6, 4, 3, 2 respectivement aux cinq premiers de chaque épreuve et 1 point supplémentaire pour le pilote ayant accompli le meilleur tour en course (signalé par un astérisque)
- Le règlement permet aux pilotes de se relayer sur une même voiture, les points éventuellement acquis étant alors partagés. Jack McGrath et Manny Ayulo marquent chacun deux points pour leur troisième place à Indianapolis, Luigi Fagioli et Juan Manuel Fangio marquent chacun quatre points pour leur victoire en France, José Froilán González et Alberto Ascari marquent chacun trois points pour leur seconde place en France.

## À noter
- 1re victoire en championnat du monde pour José Froilán González.
- 1re victoire en championnat du monde pour Ferrari en tant que constructeur.
- 1re victoire en championnat du monde pour Ferrari en tant que motoriste.
- 1re course de championnat du monde pour BRM.